# سوپر نینتندو

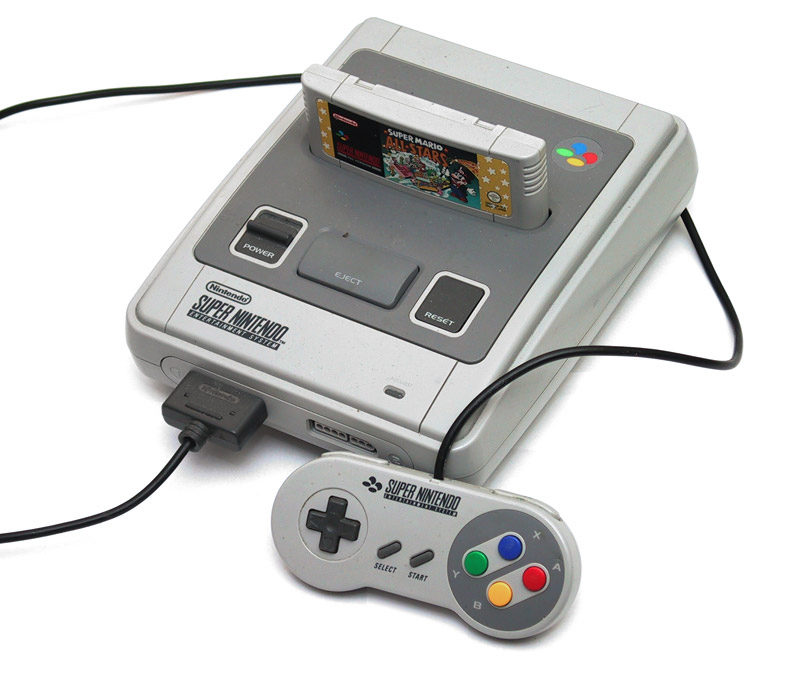
سوپر نینتندو

سوپر نینتندو انترتیمنت سیستم(به انگلیسی: Super Nintendo Entertainment System) یا سوپر ان‌ای‌اس (یا SNES و Super Nintendo) یا نینتندو سوپر فامیلی کامپیوتر (Nintendo Super Family Computer) یا سوپر فامیکام(Nintendo Super Famicom یا Super Famicom)یک کنسول ۱۶-بیتی منتشر شده توسط نینتندو و برای اروپا، آمریکای شمالی، استرالزی و آمریکای جنوبی در بین سال‌های ۱۹۹۰ تا ۱۹۹۳ است. در ژاپن و آسیای جنوبی این کنسول با نام سوپر فامیلی کامپیوتر یا سوپر فامی‌کام(به ژاپنی: スーパーファミコン) منتشر شد. این کنسول به دلیل قدرت بسیار بالا گرافیکی و همچنین بازی‌های متنوع و طراحی جذابش مورد تحسین قرار گرفت و تبدیل به پرفروشترین کنسول ۱۶ بیتی شد.

## نسخه کلاسیک
اين نسخه در سال ٢٠١٧ منتشر شده اين کنسول از سیستم عامل لینوکس پشتیبانی می کند. رقیب اين کنسول پلی استیشن کلاسیک است. اين کنسول ۵ میلیون نسخه فروش داشت